# Olga Melnik
Pour les articles homonymes, voir Melnik.
Olga Ivanovna Melnik (en russe : Ольга Ивановна Мельник) est une biathlète russe née le 12 mai 1974 à Sovetski (RSFS de Russie).

## Biographie
Aux Championnats du monde 1996, elle remporte la médaille d'argent sur l'individuel, avant de gagner en fin de la même année un sprint à Östersund, seule victoire individuelle de sa carrière en Coupe du monde.
À Nagano pour les Jeux olympiques d'hiver de 1998, Olga Melnik se classe treizième dans l'épreuve du 15 kilomètres individuel. Elle remporte la médaille d'argent en relais 4 × 7,5 kilomètres avec ses coéquipières Galina Koukleva, Albina Akhatova et Olga Romasko.

### Jeux olympiques d'hiver
| Épreuve / Édition | Individuel | Sprint | Relais                             |
| ----------------- | ---------- | ------ | ---------------------------------- |
| JO 1998 Nagano    | 13e        | —      | Médaille d'argent, Jeux olympiques |

Légende :
- : épreuve inexistante lors de cette édition.

### Championnats du monde
| Mondiaux \ Épreuve      | Individuel               | Sprint | Poursuite                        | Relais                    | Course par équipes       |
| 1995 Antholz-Anterselva | 61e                      | —      | Épreuve inexistante à cette date | —                         | —                        |
| 1996 Ruhpolding         | Médaille d'argent, monde | 12e    | Épreuve inexistante à cette date | 5e                        | —                        |
| 1997 Osrblie            | 22e                      | 6e     | 5e                               | Médaille de bronze, monde | Médaille d'argent, monde |

Légende :

 : première place, médaille d'or

 : deuxième place, médaille d'argent

 : troisième place, médaille de bronze

 : épreuve inexistante à cette date

— : pas de participation à cette épreuve

### Coupe du monde
- Meilleur classement général : 9e en 1996.
- 5 podiums individuels : 1 victoire, 3 deuxièmes places et 1 troisième place.

#### Détail de la victoire individuelle
| Édition / Épreuve | Individuel | Sprint    | Poursuite | Mass start | Total |
| 1996-1997         |            | Östersund |           |            | 1     |
| Total             | 0          | 1         | 0         | 0          | 1     |